# راندي إدسال
راندي إدسال (بالإنجليزية: Randy Edsall)‏ هو مدير فني أمريكي، ولد في 27 أغسطس 1958 في جلان روك في الولايات المتحدة.

## وصلات خارجية
- راندي إدسال على موقع كلية كرة القدم في سبورتس رفرنس.كوم (الإنجليزية)
- راندي إدسال على موقع إن إن دي بي (الإنجليزية)